# Sally og friheden
Sally og friheden er en svensk dramafilm fra 1981 instrueret af Gunnel Lindblom og produceret af Ingmar Bergman. Den fik premiere den 28. februar 1981.

## Handling
Filmen handler om Sally, der beslutter sig for at få en abort, og hvordan det påvirker hendes forhold til sin partner Jonas og deres datter Mia. Det er en film om livsvalg og ansvar.

## Medvirkende (i udvalg)
- Ewa Fröling som Sally
- Leif Ahrle som Jonas
- Gunn Wållgren som Sallys mor
- Oscar Ljung som Sallys far
- Svea Holst som Sallys mormor
- Hans Wigren som Simon
- Gunnel Lindblom som Nora
- Kim Anderzon som Inger
- Peder Falk som Krister